# La Rectoria (Capsec)
L'edifici de la Rectoria és al llogarret de Capsec al terme municipal de la Vall de Bianya (la Garrotxa). Coincidint amb les obres de remodelació del temple de Sant Martí, que es varen portar a terme en el decurs del segle xviii, possiblement es bastiria o ampliaria la casa rectoral. És de planta rectangular i teulat a dues aigües amb els vessants vers les façanes principals. Disposa de baixos, amb un túnel que permetia el pas dels carruatges; planta i pis superior. Va ser realitzada amb pedra poc escairada, llevat de les cantoneres i les obertures. En una d'aquestes hi ha la llinda amb la data 1768 i una creu al mig. A la façana que mira l'església de Sant Martí hi ha una antiga porta cegada on hi ha diverses inscripcions del tot il·legibles (HOCS ... S ... ECEOT …). Actualment aquesta casa rectoral s'utilitza durant els caps de setmana.